# Rio Pureté
Rio Pureté är ett vattendrag i Brasilien, på gränsen till Colombia. Det ligger i den nordvästra delen av landet, 2 700 km nordväst om huvudstaden Brasília.
I omgivningarna runt Rio Pureté växer i huvudsak städsegrön lövskog. Runt Rio Pureté är det mycket glesbefolkat, med 2 invånare per kvadratkilometer.